# (6265) 1985 TW3
A (6265) 1985 TW3 a Naprendszer kisbolygóövében található aszteroida. Fric & Gilbrech fedezte fel 1985. október 11-én.